# Ron Ivany
Ron Ivany (Weston, 1º aprile 1949) è un allenatore di hockey su ghiaccio canadese.

## Palmarès
- Serie A:

Gherdëina: 1979-80, 1980-81